# Xã Woodland, Quận Fulton, Illinois
Xã Woodland (tiếng Anh: Woodland Township) là một xã thuộc quận Fulton, tiểu bang Illinois, Hoa Kỳ. Năm 2010, dân số của xã này là 415 người.